# Griechische Badmintonmeisterschaft 2020
Die Griechische Badmintonmeisterschaft 2020 fand vom 25. bis zum 26. Juli 2020 in Sidirokastro statt. 

## Medaillengewinner
| Disziplin    | Gold                                               | Silber                             | Bronze                                   |
| ------------ | -------------------------------------------------- | ---------------------------------- | ---------------------------------------- |
| Herreneinzel | Stamatis Tsigirdakis                               | Ilias Xanthou                      | Georgios Tsiolis                         |
| Herreneinzel | Stamatis Tsigirdakis                               | Ilias Xanthou                      | Panagiotis Skarlatos                     |
| Dameneinzel  | Grammatoula Sotiriou                               | Polyvia Tzika                      | Evgenia Vaggeli                          |
| Dameneinzel  | Grammatoula Sotiriou                               | Polyvia Tzika                      | Irini Tenta                              |
| Herrendoppel | Paschalis Melikidis Panagiotis Skarlatos           | Petros Tentas Stamatis Tsigirdakis | Vasileios Orlis Dimitris Orlis           |
| Herrendoppel | Paschalis Melikidis Panagiotis Skarlatos           | Petros Tentas Stamatis Tsigirdakis | Marios Michail Boulios Georgios Tsiolis  |
| Damendoppel  | Theodora Lambrianidou Grammatoula Sotiriou         | Zoi Aleli Polyvia Tzika            | Eleni Moutevelidou Irini Tenta           |
| Damendoppel  | Theodora Lambrianidou Grammatoula Sotiriou         | Zoi Aleli Polyvia Tzika            | Eirini Nkounkleri Christina Mavromatidou |
| Mixed        | Georgios Orfeas Tsamousiadis Theodora Lambrianidou | Petros Tentas Eleni Moutevelidou   | Vasileios Orlis Makaria Papapostolou     |
| Mixed        | Georgios Orfeas Tsamousiadis Theodora Lambrianidou | Petros Tentas Eleni Moutevelidou   | Ioannis Lymperis Evgenia Vaggeli         |